# روبن لیندسی والکر
روبن لیندسی والکر (انگلیسی: Reuben Lindsay Walker؛ ۲۹ مه ۱۸۲۷ – June 7, 1890 (age 63)) فرد نظامی اهل ایالات متحده آمریکا بود.